# Rosanova Glacier
Rosanova Glacier är en glaciär i Antarktis. Den ligger i Västantarktis. Inget land gör anspråk på området. Rosanova Glacier ligger 295 meter över havet.
Terrängen runt Rosanova Glacier är lite kuperad. Trakten är obefolkad. Det finns inga samhällen i närheten.